# Isabelle dans l'escalier
Pour plus de détails, voir Fiche technique et Distribution.
Isabelle dans l'escalier (Isabel auf der Treppe) est un film dramatique est-allemand réalisé par Hannelore Unterberg, sorti en 1984.
Le film s'inspire du radio-théâtre homonyme que la dramaturge Waldtraut Lewin (de) a écrit et interprété pour la DDR-Rundfunk.

## Synopsis
Rosita Pérez a fui le Chili avec sa fille Isabelle en 1973 lors du coup d'état de Pinochet pour s'installer à Berlin-Est en tant que réfugiées politiques. Pendant six ans, elles ont vécu dans la ville, parrainées par un couple de voisin, les Kunze. Mais au fur et à mesure du temps qui passe, les liens avec les Kunze, occupés par des affaires personnelles, se sont distendus. Les autres voisins se révèlent de plus en plus hostiles aux deux réfugiées. Isabelle, dix ans, passe ses après-midi dans l'escalier de l'immeuble, en songeant que son père, resté au Chili, est sans doute mort.

## Fiche technique
- Titre original : Isabel auf der Treppe
- Titre français : Isabelle dans l'escalier[4]
- Réalisateur : Hannelore Unterberg
- Scénario : Hannelore Unterberg, Waldtraut Lewin (de), Anne Pfeuffer
- Photographie : Eberhard Geick (de)
- Montage : Helga Krause
- Son : Bernd-Dieter Hennig
- Musique : Karl-Ernst Sasse, Julio Alegría
- Costumes : Isolde Warczyzek
- Maquillage : Karin Menzel
- Sociétés de production : Deutsche Film AG
- Pays de production :  Allemagne de l'Est
- Langue de tournage : allemand
- Format : Couleur Orwo - 1,66:1 - Son mono - 35 mm
- Durée : 69 minutes (1h09)
- Genre : Drame
- Dates de sortie :
  - Allemagne de l'Est : 7 septembre 1984

## Distribution
- Irina Gallardo : Isabelle (Isabel en VO)
- Mario Krüger : Philipp
- Teresa Polle : Rosita Pérez
- Jenny Gröllmann : Margot Kunze
- Jaecki Schwarz : Dieter Kunze
- Horst Hiemer : papi Kunze
- Ruth Kommerell (de) : Mme Flickenschild
- Sandra Lill : Sandra Kunze
- Benjamin Mihan : Max Kunze
- Javiehra Peualba : Isabelle en 1977
- Mirko Schmidt : Philipp en 1977
- Nancy Steinbrink : Sandra en 1977
- Paul Schimanski : Augusto Pinochet
- Miriam Lewin : Mlle Bredin
- Gert Klisch : le concierge
- Harald Arnold : Köhlert
- Barbara Dittus : Vice-directrice
- Eva Schäfer (de) : Mme Schreiber
- Ilse Bastubbe (de) : Mme Kästner
- Rolf Staude : Dr Ackermann
- Ilse Voigt (de) : la grand-mère Soickert